# Max Lindqvist
Max Lindqvist, född 22 oktober 1993 i Karl Johans församling i Göteborg, är en svensk fridykare. Han har vunnit Svenska Mästerskapen i djupfridykning 2010 och Svenska Mästerskapen i Poolfridykning 2011.

## Rekord

### Personbästa tävling[3]
| Disciplin | Tid/distans | Datum      | Plats             | Ackreditering |
| --------- | ----------- | ---------- | ----------------- | ------------- |
| STA       | 6 min 2 s   | 2011-03-25 | Göteborg, Sverige | AIDA          |
| DYN       | 185 meter   | 2012-09-09 |                   | AIDA          |
| DYNb      | 150 meter   | 2020-02-05 | Göteborg, Sverige | AIDA          |
| DNF       | 129 meter   | 2011-03-25 | Göteborg, Sverige | AIDA          |
| CNF       | 55 meter    | 2012-10-20 | Dahab,Egypten     | AIDA          |
| CWT       | 93 meter    | 2013-08-07 |                   | AIDA          |
| CWTb      |             |            |                   | AIDA          |
| FIM       | 75 meter    | 2012-10-20 | Dahab,Egypten     | AIDA          |